# Tatort: Wer andern eine Grube gräbt …
Wer andern eine Grube gräbt … ist der 76. Fernsehfilm der Krimireihe Tatort und der dritte vom Saarländischen Rundfunk produzierte Tatort. Die Erstausstrahlung fand am 19. Juni 1977 statt. Es ist der erste Fall mit Kommissar Schäfermann als alleiniger Ermittler, nachdem er in seinen ersten beiden Folgen noch mit seinem Kollegen Liersdahl ermittelt hatte. Schäfermann hat es mit einem raffinierten Giftmord und einem geplanten weiteren Mord nach dem gleichen Muster aus Habgier zu tun.

## Handlung
Eine Einbrecherbande hat sich darauf spezialisiert, gezielt Traueranzeigen wohlhabender Familien auszuspähen und während des Zeitpunkts der Beerdigung in die Villen einzubrechen. Als die Bande während der Beerdigung des Bankdirektors Gollnick in dessen Villa einbricht, wird sie von der Polizei auf frischer Tat ertappt und verhaftet. Gollnick soll Selbstmord begangen haben, nachdem er DM 750.000,- aus unbekannten Motiven unterschlagen haben soll. Die Witwe von Gollnick ist sich sicher, dass ihr Mann ermordet wurde und teilt dies Schäfermann mit, für den die Ermittlungen in dem Todesfall längst abgeschlossen sind. Auch Schäfermanns ehrgeizige Tochter Irina forscht auf eigene Faust in dem Fall und ist sich sicher, dass Gollnick keinen Suizid begangen hat, sie glaubt, dass mit dem Geschädigten der Unterschlagung, Sannwald etwas nicht stimmt und macht ihren Vater darauf aufmerksam. Schäfermann sucht Sannwald auf, dieser blockt das Gespräch mit Schäfermann ab, obwohl nicht ermittelt werden konnte, wo das unterschlagene Geld von Gollnick geblieben ist. Schäfermann sucht den Pharma-Industriellen Pallmert auf, der ein alter Schulfreund Gollnicks war und sich auf der Beerdigung ihres Mannes auffallend um Frau Gollnick gekümmert hatte. Pallmert, den Geldsorgen plagen, weil seine Geschäfte nicht gut laufen, liefert Schäfermann keine neuen Hinweise, er glaubt an einen Selbstmord seines Freundes.
Schäfermann spricht mit seinem Kommissariatsleiter Grumbach über den Fall, der diesen jedoch für  abgeschlossen hält. Animiert von Irina kontaktiert Schäfermann seinen Kollegen Veigl, um mehr über Pallmerts vorherige Geschäfte in München zu erfahren, zudem ermittelt Schäfermann auch in Saarbrücken bei den Geschäftspartnern von Pallmert. Dieser beschwert sich bei Grumbach über Schäfermann, der daraufhin einen Schwächeanfall erleidet. Pallmert versucht unterdessen verzweifelt, sich Geld von Sannwald zu leihen, dieser verweigert es ihm allerdings wegen dessen Finanzproblemen. Schäfermann erfährt sowohl  von Veigl aus München als auch von Pallmerts Sohn Gerd, den Irina gerade kennen gelernt hat, dass Pallmert in München eine Geliebte hatte, auf einem von Veigl geschickten Foto erkennt er Sannwalds Freundin Jutta Glogau. Zudem findet er heraus, dass es Pallmert durchaus möglich gewesen ist, Gollnick so verzögert zu vergiften, dass kein Verdacht auf ihn fällt, Pallmert war mit Gollnick kurz vor dessen Tod zusammen bei einem Klassentreffen, das Pallmert arrangiert hatte. Schäfermann sucht Sannwald auf, der jedoch von Jutta Glogau in ein Waldsanatorium begleitet wurde, bevor diese nach München weitergereist ist. Schäfermann reist Sannwald hinterher und erfährt, dass dieser auf einem Spaziergang ist. In Sannwalds Zimmer findet Schäfermann eine leere Pillendose und schließt daraus, dass Sannwald ebenfalls vergiftet werden soll.
Er startet ohne Zustimmung der Staatsanwaltschaft und seiner Vorgesetzten eine großangelegte Suchaktion, da er befürchtet, dass Sannwald jederzeit tot umfallen kann. Dieser kann schließlich ausfindig gemacht werden, Schäfermann warnt ihn vor einer möglichen Vergiftung. Er erklärt Sannwald die Verbindung von Glogau zu Pallmert, dieser habe sie vermutlich auf Sannwald angesetzt, um mit dessen Geld Pallmerts Firma zu sanieren. Sannwald allerdings gibt sich ungerührt, erst als Schäfermann ihm von seiner Vermutung erzählt, dass auch Gollnick ermordet wurde, willigt er schließlich ein, sich den Magen auspumpen zu lassen. Schäfermanns Vermutung bewahrheitet sich und in Sannwalds Magen wird eine Kapsel mit Zyankali gefunden, die kurz darauf aufgeplatzt wäre und Sannwald getötet hätte. Um Glogau und Pallmert eine Falle zu stellen, veranlasst er, dass Glogau bei deren späterem Anruf im Sanatorium ausgerichtet wird, sie solle sofort ins Sanatorium kommen, da etwas passiert sei. Sie informiert ihren Geliebten Pallmert daraufhin, dass alles nach Plan gelaufen sei, Pallmert erfährt allerdings kurz darauf zufällig von Sannwalds Rettung. Er fängt Glogau im Zug nach Saarbrücken ab, doch wurde sie bereits von der Kripo observiert, so dass beide festgenommen werden können. Gollnick hatte sterben müssen, weil er das Geld zurückhaben wollte, dass er bei seiner Bank unterschlagen hatte. Da Sannwald wegen seiner jungen Geliebten, die Pallmert ihm ins Haus geschickt hatte, Geld brauchte, achtete er mehr auf sein Konto als zuvor, so dass Gollnick befürchtete, dass die Unterschlagung auffliegt. So hat Pallmert unwissentlich seine Pläne selbst durchkreuzt und musste zum Mörder werden, um seine Finanzierung nicht zu gefährden.

## Einschaltquote und Produktion
Bei der Erstausstrahlung am 19. Juni 1977 wurde ein Marktanteil der Einschaltquote von 54 % erreicht. Die Episode wurde vom 16. August bis zum 24. September 1976 in Saarbrücken und Umgebung gedreht.
Jochen Senf, der den saarländischen Nachfolger Max Palu von Schäfermann ab 1988 spielte, ist hier in einer kleinen Rolle als Mitarbeiter des Zeitungsverlages zu sehen.

## Kritik
Die Kritiker der Fernsehzeitschrift TV-Spielfilm beurteilten diesen Tatort später mittelmäßig mit „Schwacher Einstand für Palus Vorgänger“.